# Ocean Colour Scene
Ocean Colour Scene (sovint abreviat com a OCS) són una banda de Britpop de Birmingham, Anglaterra. Es van formar a partir de dues bandes locals, The Boys i Fanatics (que fins i tot van publicar un EP, Suburben Love Songs).
El seu primer senzill, en format 7", va ser "Sway", i es va publicar a l'època de la música indie britànica de principis dels anys 90. La banda va publicar altres discs i va arribar a tenir un seguiment local relativament ampli, però no va ser fins a l'eclosió del moviment Britpop que van ser coneguts a nivell nacional i internacional. De fet, la seva música va aparéixer al programa de Chris Evans TFI Friday (el seu èxit The Riverboat Song era la música de fons quan s'introduïen els convidats) i la pel·lícula de Guy Ritchie Lock, Stock and Two Smoking Barrels.
El seu so és deliberadament retro, i està influenciat sobretot pel rock dels anys 60. No obstant això, gran part del seu so també es deu a l'escena mod, sobretot a Paul Weller, de qui van ser banda d'acompanyament (i de fet alguns membres d'OCS encara ho són).

## Membres de la banda
La seua composició tradicional va ser:
- Steve Cradock; (nascut el 22 d'agost de 1969); guitarra, piano, mandolina, E-bow, autoharp, orgue i veu d'acompanyament.
- Simon Fowler, (nascut el 25 de maig de 1965); veu principal, harmònica i guitarra acústica.
- Oscar Harrison (nascut el 15 d'abril de 1965); bateria, piano i veus d'acompanyament.
- Damon Minchella (nascut l'1 de juny de 1969); baix elèctric

Damon Minchella va deixar la banda el 2003, essent temporalment substituït per Gary "Mani" Mounfield per a un concert amb Stereophonics i després de forma definitiva per Dan Sealey. Al mateix temps, es va afegir Andy Bennett com a segona guitarra.

### Altres músics que han col·laborat
| - Alison Moyet; veu d'acompanyament. - Tony Hinnegan; violoncel. - Paul Weller; guitarra elèctrica, orgue, piano, veu d'acompanyament. - Jools Holland; piano, orgue Hammond. - P.P. Arnold; veu. - Rico Rodriguez; trombó. - Tony Griffiths, Chris Griffiths; veu d'acompanyament. - Brendan Lynch; melotró. - Steve White; tabla, timbals, percussió. - Bryan Travers; saxo. - Mick Talbot; teclats. - Edgar Summertyme; veu d'acompanyament. - John McCusker; violí, viola. - Carleen Anderson; veu d'acompanyament. - Mark Feltham; harmònica. - Kevin Rowe; guitarra elèctrica. | - Linda Thompson; veu. - Dalbir Singh Rattan; tabla. - Duncan Mackay; trompeta. - James Hunt; saxo. - Nichol Thompson; trombó. - Tim Jaques; percussió, bateria, timbals. - Micheal McGoldrick; uilleann pipes, whistle, flauta. - Dave Fowler; Autoharp. - Helena Payne |

## Discografia

### Àlbums d'estudi
| Publicació    | Títol                                      | Lloc més alt a la llista de vendes |
| ------------- | ------------------------------------------ | ---------------------------------- |
| 1992          | Ocean Colour Scene                         | 54 (a la seua reedició de 1996)    |
| Abril 1996    | Moseley Shoals                             | 2                                  |
| Setembre 1997 | Marchin' Already                           | 1                                  |
| Setembre 1999 | One from the Modern                        | 4                                  |
| Abril 2001    | Mechanical Wonder                          | 7                                  |
| Juliol 2003   | North Atlantic Drift                       | 14                                 |
| Març 2005     | A Hyperactive Workout For The Flying Squad | 30                                 |

### Recopilatoris i directes
| Març 1997     | B-sides, Seasides and Freerides | 4  | Recopilació de cares B de l'época de "Moseley Shoals". |
| Desembre 2002 | Live on the Riverboat           | -  | Gravació d'un concert acústic amb Simon Fowler i Oscar Harrison publicat per la seua web amb una edició limitada de 3000 còpies.                                           |
| Juliol 2001   | Songs for the Front Row         | 16 | Recopilació dels senzills fins a 2001 amb altres cançons. També va haver una edició limitada amb un CD extra en directe.                                                   |
| Juliol 2003   | Anthology                       | 75 | Una col·lecció completa del seu material des de l'àlbum de debut fins a 2001, incloent senzills i cares B. Es va publicar una edició limitada amb un CD extra amb rareses. |
| Setembre 2004 | One for The Road                | 99 | Àlbum en directe de la seua gira per festivals l'estiu de 2004. |
| Abril 2005    | Anthology (reedició)            | -  | Reedició d'Anthology, incloent el DVD 'Filmed From the Front Row' en lloc del CD extra original.                                                                           |
| Maig 2006     | Live Acoustic at the Jam House  | 73 | Directe acústic gravat a mitjans de febrer de 2006. |

### Senzills
(amb el lloc al que van arribar a la llista de vendes britànica)
- 1989 (com a The Fanatics) "Suburban Love Songs"
- 1990 "One Of Those Days"
- 1990 "Sway"
- 1991 "Yesterday Today EP" #49
- 1992 "Sway" (reedició) #88
- 1992 "Giving It All Away" #83
- 1992 "Do Yourself A Favour EP" #94

(Període de treball com a banda d'acompanyament de Paul Weller)
- 1996 "The Riverboat Song" #15
- 1996 "You've Got It Bad" #7
- 1996 "The Day We Caught the Train" #4
- 1996 "The Circle" #6
- 1997 "Hundred Mile High City" #4
- 1997 "Travellers Tune" #5
- 1997 "Better Day" #9
- 1998 "It's a Beautiful Thing" #12
- 1999 "Profit in Peace" #13
- 1999 "So Low" #34
- 2000 "July / I am the News" #31
- 2000 "The Waves"
- 2001 "Up on the Down Side" #19
- 2001 "Mechanical Wonder" #49
- 2001 "Crazy Lowdown Ways" #64
- 2003 "I Just Need Myself" #13
- 2003 "Make the Deal" #35
- 2004 "Golden Gate Bridge" #40
- 2005 "Free My Name" #23
- 2005 "This Day Should Last Forever" #53

### Col·laboracions
- 1998 England United "(How Does It Feel) To Be On Top Of The World" #9 (Cançó oficial per a Anglaterra al mundial de 1998 amb Ocean Colour Scene, Echo & the Bunnymen and the Spice Girls)

### DVDs i Videos
- 1997 Times of Our Lives [VHS]
- 1998 Travellers Tune [VHS]
- 2003 Filmed From the Front Row [DVD] (reeditat el 2005 com a part de la reedició d'Anthology)